# Scorzoneroides microcephala
Scorzoneroides microcephala là một loài thực vật có hoa trong họ Cúc. Loài này được J.Holub miêu tả khoa học đầu tiên năm 1977.